# 厚田神社
厚田神社（あつたじんじゃ）は、北海道石狩市厚田区厚田1-14に所在する神社。旧社格は村社。
祭神は保食神（うけもちのかみ）。

## 歴史
- 1848年（嘉永元年）5月 - 創立[1]。
- 1911年（明治44年） - 別狩村の稲荷神社を合祀[1]。
- 1912年（明治45年） - 安瀬村と濃昼村の稲荷神社を合祀[1]。
- 1926年（大正15年）8月5日 - 神饌幣帛料指定神社になるとともに、村社に列せられる[1]。
- 1981年（昭和56年） - 改築[1]。

## 石碑
豊漁紀念碑
1891年（明治24年）7月建立。
ニシン5万石という大豊漁を記念して。
撃剣道場 直心舘之碑
1977年（昭和52年）9月11日建立。
1892年（明治25年）から1910年（明治43年）まで厚田村にあった剣術道場を記念して。
直心舘を開いたのは、直心影流剣術を修めた牧田重勝。牧田は元・白河藩士で、西南戦争への出征後、1881年（明治14年）に新設された北海道集治監の看守に着任。厚田を訪れたのは1889年（明治22年）のことである。
牧田は厚田を去った後、札幌の苗穂村にも直心舘を開き、また永倉新八と交流するなどして、武道の振興に励んだという。